# خانه شاعران
خانه شاعران مربوط به دوره پهلوی است و در تهران، خیابان شهید کلاهدوز، نبش کوچه نعمتی، پلاک ۱ واقع شده و این اثر در تاریخ ۲۵ مهر ۱۳۸۳ با شمارهٔ ثبت ۱۱۲۰۰ به‌عنوان یکی از آثار ملی ایران به ثبت رسیده است.

## انجمن شاعران ایران
اساسنامه انجمن شاعران ایران در سال 1378 هـ.ش به تصویب نهایی رسید. همزمان تلاش‏هایی برای انتخاب مکانی مناسب برای انجمن صورت گرفت و سرانجام با یاری شهرداری منطقه 3 تهران، ساختمانی قدیمی که در اختیار شهرداری بود به انجمن اختصاص یافت و اقدام‏های لازم برای بازسازی فضای داخلی آن انجام شد.
سرانجام در اواخر پاییز 1378 این ساختمان (واقع در خیابان دکتر شریعتی، خیابان کلاهدوز (دولت)، نبش خیابان نعمتی) آماده بهره برداری شد. پس از فراهم آمدن مقدّمات لازم و با یاری معاونت اجتماعی ـ فرهنگی شهرداری، معاونت هنری وزارت فرهنگ و ارشاد اسلامی، شهرداری منطقه 3 و هیئت مدیره انجمن شاعران ایران، طیّ مراسمی با حضور وزیر فرهنگ و ارشاد اسلامی، شهردار تهران و جمع کثیری از شخصیّت‏های فرهنگی، هنری و اهل قلم، این مکان با عنوان جدید خانه شاعران معاصر ایران در تاریخ 16/12/1378 گشایش یافت.

## سردیس شاعران
در پاییز 1396 سردیس 14 شاعر معاصر در این مکان قرار گرفت که اسامی شاعران عبارت است از:
- سید حسن حسینی
- قیصر امین پور
- سهراب سپهری
- منوچهر آتشی
- طاهره صفارزاده
- مهرداد اوستا
- حسین منزوی
- نیما یوشیج
- شهریار
- سلمان هراتی
- مشفق کاشانی
- میم آزاد
- پروین اعتصامی
- حمید سبزواری
- مهدی اخوان ثالث